# Transatlantique-Express
Der Transatlantique-Express war eine Zugverbindung, die als Boat train im Auftrag der Compagnie Générale Transatlantique (CGT) von Paris aus den Anschluss an deren Schiffe herstellte, die nach Nordamerika verkehrten.

## Geschichte
Der Transatlantique-Express verkehrte ab 1900 im Auftrag der CGT, nach Bedarf und abgestimmt auf den Fahrplan der Schiffe vom Pariser Bahnhof Saint-Lazare nach Le Havre zum dortigen Bahnhof Le Havre-Maritime. Betrieben wurde der als Luxuszug eingestufte Transatlantique-Express durch die CIWL. Gefahren wurde der Dienst zuletzt durch die Société nationale des chemins de fer français (SNCF). 
Mit der Aufgabe des Transatlantik-Verkehrs der CGT, der zuletzt durch die France bedient worden war, wurde auch der Zubringerdienst des Transatlantique-Express 1974 eingestellt.